# Hermann Worthoff
Hermann Worthoff (* 23. März 1910 in Bergisch Gladbach; † 28. März 1982 in Eupen, Belgien) war ein deutscher Kaufmann, der als Judenreferent maßgeblich an der Deportation von Juden aus den Ghettos Lublin und Warschau beteiligt war.

## Tätigkeit
Worthoff war gelernter Kaufmann, der 1933 der NSDAP sowie der SS beitrat (SS-Nummer 162.819). 1937 war er bei der Gestapo zunächst in Köln, danach 1938 in Klagenfurt tätig. Während des Zweiten Weltkrieges war er vom Mai 1941 bis August 1944 Judenreferent beim Kommandeur der Sicherheitspolizei und des SD Lublin. In dieser Funktion führte er die Räumung des Ghettos Lublin durch,  bei der im März und April 1942 etwa 8000 Juden in das Vernichtungslager Belzec verschleppt wurden. Ein weiterer Teil wurde an Ort und Stelle oder in der näheren Umgebung erschossen, namentlich die Insassen der jüdischen Krankenhäuser und des Waisenhauses. Als das Ghetto Maidan-Tatarski am Rande von Lublin Ende 1942 aufgelöst wurde, war er bei der Aussonderung von Opfern tätig; in einem Fall leitete er selbst das Erschießungskommando.
Im Juli 1942 war er unter Kommando von Hermann Höfle bei der Räumung des Warschauer Ghettos tätig.

## Nachkriegszeit
Worthoff lebte nach dem Krieg bis 1953 unter dem Namen Hermann Josef Schmitz als Handelsvertreter. Seine Ehefrau hatte ihn als vermisst gemeldet und bezog Hinterbliebenenrente. Am 16. Dezember 1975 wurde er in einem abgetrennten Verfahren vom Landgericht Wiesbaden unter anderem wegen Beihilfe zum Mord von 8000 Bewohnern des Ghettos Lublin zu einer Gesamtstrafe von acht Jahren Haft verurteilt.